# McDonnell Douglas A-12 Avenger II
A-12 Avenger II − niezrealizowany projekt amerykańskiego bombowca mającego zastąpić samolot A-6 Intruder. Prace nad projektem zostały zaniechane w roku 1991 z powodów finansowych.
Wizje artystyczne i modele samolotu przedstawiały projekt w kształcie równoramiennego trójkąta, z kokpitem znajdującym się na jednym z wierzchołków samolotu. Projekt zakładał wykorzystanie dwóch silników firmy General Electric F412-GE-D5F2, z których każdy produkował ciąg 58 kN. Samolot był zdolny do przenoszenia dwóch rakiet AIM-120 AMRAAM, dwóch AGM-88 HARM oraz innego specjalistycznego osprzętu, np. bomb Mk 82.
Podczas prac projektowych konstruktorzy napotkali na szereg trudności, głównym problemem był koszt materiałów potrzebnych do produkcji bombowca. Wyprodukowanie jednej maszyny wymagało 165 milionów dolarów. Projekt został porzucony z powodów finansowych w styczniu 1991 roku.